# River Habitat Survey
River Habitat Survey (RHS) – metoda oceny hydromorfologicznych elementów stanu wód opracowana na potrzeby monitoringu jakości wód rzecznych przez anglo-walijski urząd National Rivers Authority.

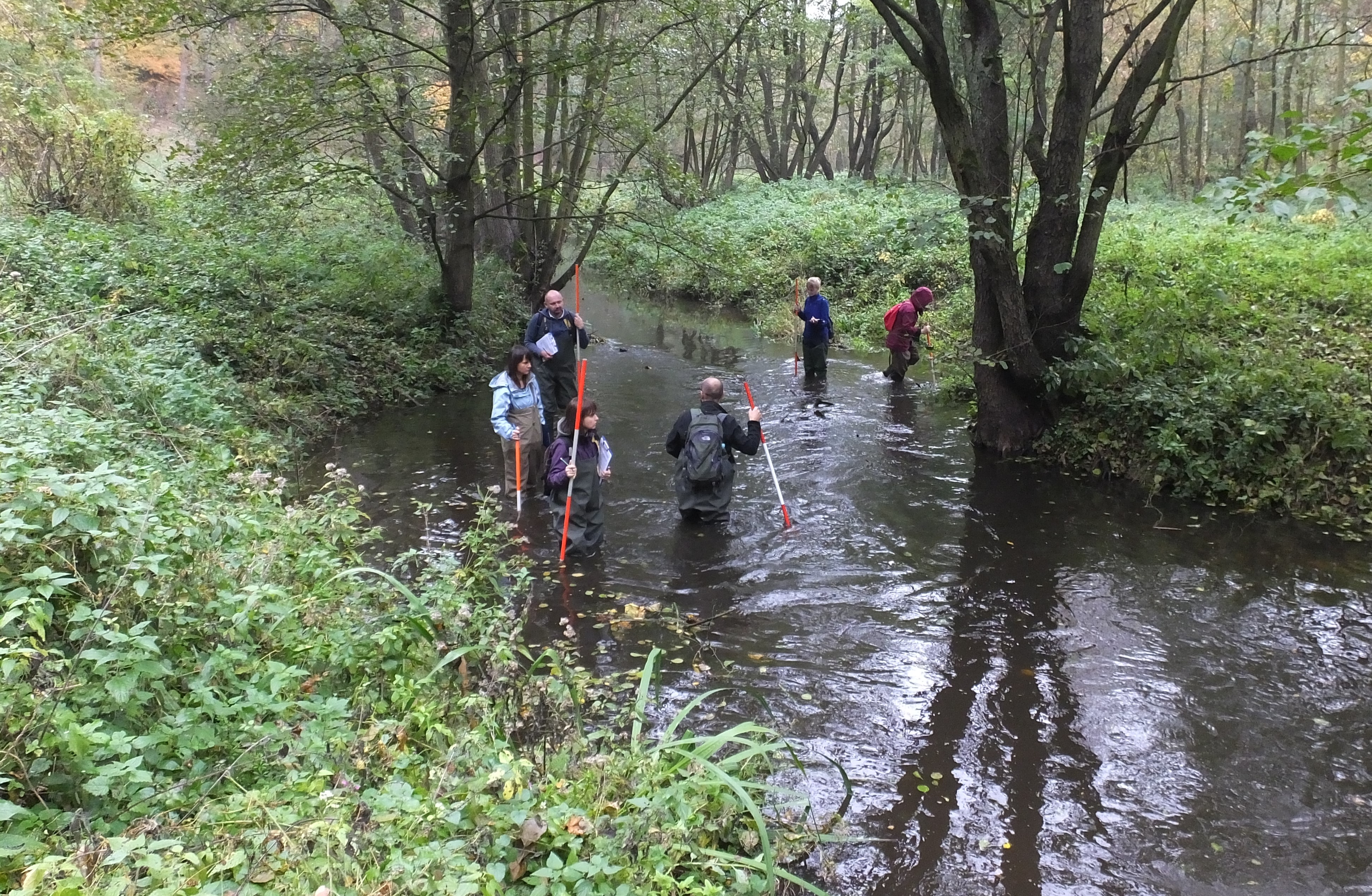
Kurs z prowadzenia obserwacji hydromorfologicznych zgodnie z polską metodyką HIR opartą na metodzie RHS

## Podłoże
Projekt naukowy będący podstawą do opracowania metody RHS prowadzono na początku lat 90. XX w. Jedną z przyczyn jego podjęcia była obserwacja, że zmniejszenie zanieczyszczenia wody w wielu miejscach nie przynosi spodziewanych skutków, czyli powrotu dawniej spotykanych gatunków ryb i innych organizmów wodnych. Przyczyny tego upatrywano w przekształceniach morfologicznych i hydrologicznych rzek, które mogą utrudniać ich zasiedlenie. Metoda RHS w związku z tym miała służyć oszacowaniu skali tych przekształceń i ich związku z wymaganiami siedliskowymi organizmów rzecznych. W tym celu w latach 1994-1996 przeprowadzono obserwacje elementów hydromorfologicznych cieków na 4 569 stanowiskach w Anglii i Walii, a w latach 1995-1996 rozszerzono badania na pozostające poza jurysdykcją National Rivers Authority Szkocję i Irlandię Północną. W 1997 przeprowadzono badania na Wyspie Man. Pierwszy raport stanu hydromorfologicznego rzek przedstawiono w 1998.

## Opis metody
Metoda RHS nie skupia się na wymaganiach siedliskowych konkretnych gatunków, lecz przez zebranie danych o naturalnych jednostkach geomorfologicznych cieków, na całościowym obrazie biotopów dla całych biocenoz. Badania polegają na spisaniu zaobserwowanych elementów środowiska rzecznego w dwóch etapach. Pierwszy etap polega na obserwacji dziesięciu profili kontrolnych poprowadzonych w poprzek cieku (transektów) rozmieszczonych co 50 metrów jego biegu. Oznacza to, że badany odcinek ma 500 m. W drugim etapie opisuje się parametry dotyczące całego odcinka. Rejestrowane parametry to elementy koryta i brzegu rzeki, a także doliny rzecznej w pewnej odległości od koryta. Oprócz elementów geomorfologicznych notowane są dane o materiale podłoża, strukturze roślinności, użytkowaniu terenu doliny czy typie przepływu. Daje to ostatecznie około 400 parametrów charakteryzujących badany odcinek cieku.
Oprócz danych służących do klasyfikacji hydromorfologicznych elementów oceny jakości wód rzecznych, w trakcie wykonywania monitoringu RHS mogą być notowane dodatkowe informacje. W podręczniku do stosowania RHS z roku 2003 znajdują się zalecenia notowania gatunków inwazyjnych, a także znajduje się specjalna sekcja poświęcona występowaniu olszy czarnej oraz jej ewentualnym zainfekowaniu przez Phytophthora alni. Dane te służą do monitorowania inwazji tego patogenu na wyspach brytyjskich. 

## Ocena jakości rzek
Zarejestrowanym parametrom nadaje się liczbowe wartości wskaźnikowe. Ich kombinacja pozwala obliczyć wskaźnik naturalności siedliska (ang. Habitat Quality Assessment (HQA)) oraz wskaźnik przekształcenia siedliska (ang. Habitat Modification Score (HMS)). HQA osiąga wyższe wartości w przypadku cieków o większej różnorodności siedliskowej. Elementy, którym przyznane punkty sumują się na ten wskaźnik, to m.in. odsypiska, ławice i wyspy, podcięcia brzegu, rumosz drzewny czy mokradła w dolinie. Wskaźnik ten podnosi również większa zmienność typów przepływu, materiału podłoża czy obecność drzew nadrzecznych. Wskaźnik HMS z kolei osiąga wyższe wartości w ciekach poddanych regulacji. Punktowane są obiekty hydrotechniczne, np. przepusty czy jazy albo umocnienia brzegów. Wyżej punktowane są przekształcenia hydromorfologiczne silniej oddziałujące na środowisko rzeki. Kombinacja tych dwóch wskaźników pozwala na ocenę stanu ekologicznego hydromorfologicznych elementów jakości wód rzecznych. Według wytycznych angielskiego urzędu Environment Agency cieki można sklasyfikować w pięciu klasach naturalności i pięciu klasach przekształcenia. Jeżeli jednolita część wód rzecznych osiąga pierwszą klasę naturalności (mieści się w 20% najlepszych wyników) i równocześnie pierwszą klasę przekształcenia (HMS od 0 do 16), stan elementów hydromorfologicznych otrzymuje pierwszą klasę. Najgorszą, piątą klasę, stan elementów hydromorfologicznych danej jednolitej części wód osiąga, gdy jednocześnie osiąga piątą klasę przekształcenia (HMS powyżej 1400) i trzecią, czwartą lub piątą klasę naturalności lub gdy jednocześnie osiąga piątą klasę naturalności i czwartą klasę przekształcenia (HMS od 500 do 1399). Inne kombinacje dają wyniki pośrednie. 

## Zastosowanie poza Zjednoczonym Królestwem
Metoda RHS została wykorzystana przy pracach Europejskiego Komitetu Normalizacyjnego nad opracowaniem normy oceny stopnia przekształceń hydromorfologicznych rzek. Norma EN:14614, podobnie jak RHS, zakłada pięciostopniową klasyfikację i została wprowadzona do ramowej dyrektywy wodnej nowelizacją z 2014. Już wcześniej metoda RHS była stosowana w pracach naukowo-badawczych w różnych krajach Europy praktycznie zaraz po jej wdrożeniu w Wielkiej Brytanii. Spolszczona wersja metody RHS była rekomendowana przez Generalną Dyrekcję Ochrony Środowiska do stosowania w ocenach oddziaływania na środowisko. W niektórych przypadkach stosowanie tej metody poza Anglią i Walią wymaga pewnej modyfikacji ze względu to, że została opracowana głównie na podstawie małych i średnich rzek nizinnych lub wyżynnych, co może nie sprawdzać się w przypadku bardzo dużych rzek czy rzek górskich. Część rozwiązań metody RHS została wykorzystana podczas tworzenia polskiego Hydromorfologicznego Indeksu Rzecznego.